# Basdorf (Vöhl)
Basdorf ist ein Ortsteil der Großgemeinde Vöhl im nordhessischen Landkreis Waldeck-Frankenberg.

## Geographische Lage
Basdorf liegt auf den nördlichen Anhöhen über dem Edersee im Nordteil des Naturparks Kellerwald-Edersee (direkt an der Nordgrenze des Parks), an den Hängen des Edersees beginnt der Nationalpark Kellerwald-Edersee. Dazu gehört noch das östlich gelegene Ferienhausgebiet Trappenhart, mit dem es etwa 340 bis 380 m ü. NN liegt. In Basdorf befindet sich der Ursprung des Aselbach-Zuflusses Altbach.

## Geschichte

### Ortsgeschichte
Die älteste bekannte und gesicherte schriftliche Erwähnung von Basdorf erfolgte unter dem Namen Barsdorf um das Jahr 1226.
Allerdings dürfte es aufgrund seiner günstigen Boden- und Wasserverhältnisse bereits ein alter Siedlungsort im Grenzgebiet der Chatten und Cherusker gewesen sein. Zusammen mit den übrigen Orten des Ittergaus könnte es bereits eine bedeutsame Stellung für den Durchgangsverkehr und für den Nord-Süd-Handel gehabt haben.
Da das Dekanat Vöhl zur geistlichen Gerichtsbarkeit des Erzbistums Mainz gehörte, ist zu vermuten, dass die Gegend vom nahegelegenen Fritzlar bzw. vom Büraberg bereits vor den langjährigen Sachsenkriegen Karls des Großen, in die gerade die hiesige Grenzregion einbezogen war, von Bonifatius oder seinen Gehilfen christianisiert wurde.
Die vorhandenen Urkunden belegen, wie Basdorf aus einem Dorf freier Hufebauern nach und nach  Besitz des Klosters Werbe und zu einem kleinen Teil des Klosters Berich wurde. Weiterhin ist den Urkunden zu entnehmen, wie der Ittergau, zu dem Basdorf gehörte, des Öfteren ein Streit- und Pfandobjekt der umliegenden stärkeren Nachbar-Territorien wie der Landgrafschaft Hessen-Kassel und der späteren Landgrafschaft Hessen-Darmstadt, aber auch der Waldecker Grafen war.
Durch einen Großbrand 1824 wurde etwa ein Viertel des Dorfes vernichtet.
Basdorf gehörte zunächst zur Landgrafschaft Hessen, seit 1806 zum Großherzogtum Hessen. Dort lag es in dessen Provinz Oberhessen. Nach Auflösung der Ämter im Großherzogtum 1821 gehörte es zum Landratsbezirk Vöhl und zum Bezirk des Landgerichts Vöhl. Die Gemeinde gehörte zu den Landesteilen, die das Großherzogtum nach dem verlorenen Krieg von 1866 mit dem Friedensvertrag vom 3. September 1866 an Preußen abtreten musste. Dort wurde es dem Landkreis Frankenberg und dem Amtsgericht Vöhl zugeordnet.
Kampf gegen Maikäfer, 1810
1810 erfolgte der Kampf den Maikäfern und ihren Larven, den Engerlingen. „Jeder Landmann sollte darauf bedacht seyn, jene schädlichen Thiere so viel als möglich zu vermindern und keine Mühen scheuen, welche zu diesem Zwecke hinführen kann […] Ein Teil der eingesammelten Maikäfer kann den Hühnern, Endten und Gänsen gegeben werden, welchen sie ein sehr willkommens und zuträliches Futter sind. Dem Federvieh […] – darf es jedoch nicht an Wasser fehlen, weil die Maikäfer starken Durst erregen. Auch den Schweinen sind dieselben eine angenehme Kost“. (Originaltext aus einem Merkblatt in den alten Dorfakten) 
Entwicklung 1875–1974
Die Basdorfer Kinder erhielten 1875 eine neue Schule, weil ein in Asel zum Abbruch gekauftes Haus in Basdorf wieder als Lehrhort aufgebaut wurde. 1878 erhielt das Dorf eine neue Handdruckspritze. 1879 wurde der Männergesangverein gegründet von Johann Christian Bangert, der einst seinem Fernweh nach Australien gefolgt war – 120 Tage segelte er – und den 20 Jahre später großes Heimweh wieder nach Basdorf führte.
Die Basdorfer Bauern wurden 1885 zu Milchlieferanten der Höringhäuser Molkerei. 1892 wurde Basdorf eine selbständige Pfarrei mit einer Filiale in Oberwerba. 1900 endete die Postkutschenverbindung. 1919 hielten Strom und Wasser Einzug. 1920 wurden die Straßen beleuchtet und es gründet sich eine Dreschgemeinschaft. Der Basdorfer Turn- und Sportverein wurde 1922 gegründet. Infolge der Inflation wurde die Grasnutzung der Planwege 1923 nach Butter und Eierpreisen verpachtet und die Entlohnung von Bürgermeister, Organist und Gemeinderechner wurde in Roggenwährung festgesetzt. 1934 wurde die Freiwillige Feuerwehr gegründet.
1946 nahm Basdorf 165 Heimatvertriebene auf, die Schule bekam viel Zulauf und stellte 1948 einen neuen Lehrer ein. 1952 bis 1986 wurde Basdorf an die Kanalisation angeschlossen. 1960 wurde der Basdorfer Turn- und Sportverein als Fußball- und Sportverein wieder ins Leben gerufen. 1964 endete der Schulunterricht in Basdorf, die Kinder besuchten nun die Schule in Vöhl.
1972 wurde Basdorf beim Wettbewerb „Unser Dorf soll schöner werden“ zweitschönstes Dorf Hessens. 1975 wurde das Dorfgemeinschaftshaus seiner Bestimmung übergeben. 2006 feierte Basdorf sein 800-jähriges Bestehen mit einem einwöchigen Fest.
Hessische Gebietsreform (1970–1977)
Am 1. Februar 1971 fusionierten im Zuge der Gebietsreform in Hessen die Gemeinden Asel, Basdorf  und Vöhl freiwillig zur erweiterten Gemeinde Vöhl.
Für alle ehemals eigenständigen Gemeinden von Vöhl wurden Ortsbezirke mit Ortsbeirat und Ortsvorsteher nach der Hessischen Gemeindeordnung gebildet.

### Verwaltungsgeschichte im Überblick
Die folgende Liste zeigt die Staaten und Verwaltungseinheiten, denen Basdorf angehört(e):
- vor 1356: Heiliges Römisches Reich, Herrschaft Itter
- 1356–1590: Heiliges Römisches Reich, Landesherrschaft strittig zwischen Landgrafschaft Hessen, Kurmainz und Grafschaft Waldeck, Herrschaft Itter
- ab 1590: Heiliges Römisches Reich, Landgrafschaft Hessen-Marburg, Herrschaft Itter
- 1604–1648: Heiliges Römisches Reich, strittig zwischen Hessen-Kassel und Hessen-Darmstadt (Hessenkrieg)[10]
- ab 1604: Heiliges Römisches Reich, Landgrafschaft Hessen-Kassel, Amt Herrschaft Itter
- ab 1627: Heiliges Römisches Reich, Landgrafschaft Hessen-Darmstadt, Oberfürstentum Hessen, Amt Herrschaft Itter[11][12]
- ab 1806: Großherzogtum Hessen,[Anm. 2] Fürstentum Oberhessen, Amt Herrschaft Itter[13]
- ab 1815: Großherzogtum Hessen, Provinz Oberhessen, Amt Herrschaft Itter[14]
- ab 1821: Großherzogtum Hessen, Provinz Oberhessen, Landratsbezirk Vöhl[Anm. 3]
- ab 1848: Großherzogtum Hessen, Regierungsbezirk Biedenkopf
- ab 1852: Großherzogtum Hessen, Provinz Oberhessen, Kreis Vöhl
- ab 1867: Königreich Preußen,[Anm. 4] Provinz Hessen-Nassau, Regierungsbezirk Kassel, Kreis Frankenberg[12]
- ab 1871: Deutsches Reich, Königreich Preußen, Provinz Hessen-Nassau, Regierungsbezirk Kassel, Kreis Frankenberg
- ab 1918: Deutsches Reich, Freistaat Preußen, Provinz Hessen-Nassau, Regierungsbezirk Kassel, Kreis Frankenberg
- ab 1942: Deutsches Reich, Freistaat Preußen, Provinz Hessen-Nassau, Regierungsbezirk Kassel, Landkreis Waldeck
- ab 1944: Deutsches Reich, Freistaat Preußen, Provinz Kurhessen, Landkreis Waldeck
- ab 1945: Deutsches Reich, Amerikanische Besatzungszone,[Anm. 5] Groß-Hessen, Regierungsbezirk Kassel, Landkreis Waldeck
- ab 1946: Deutsches Reich, Amerikanische Besatzungszone, Hessen, Regierungsbezirk Kassel, Landkreis Waldeck
- ab 1949: Bundesrepublik Deutschland, Hessen, Regierungsbezirk Kassel, Landkreis Waldeck
- ab 1971: Bundesrepublik Deutschland, Hessen, Regierungsbezirk Kassel, Landkreis Waldeck, Gemeinde Vöhl
- ab 1974: Bundesrepublik Deutschland, Hessen, Regierungsbezirk Kassel, Landkreis Waldeck-Frankenberg, Gemeinde Vöhl

### Bevölkerung
Einwohnerstruktur 2011
Nach den Erhebungen des Zensus 2011 lebten am Stichtag dem 9. Mai 2011 in Basdorf 381 Einwohner. Darunter waren 12 (3,1 %) Ausländer.
Nach dem Lebensalter waren 57 Einwohner unter 18 Jahren, 150 zwischen 18 und 49, 93 zwischen 50 und 84 und 81 Einwohner waren älter.
Die Einwohner lebten in 162 Haushalten. Davon waren 33 Singlehaushalte, 63 Paare ohne Kinder und 54 Paare mit Kindern, sowie 9 Alleinerziehende und 3 Wohngemeinschaften. In 33 Haushalten lebten ausschließlich Senioren und in 102 Haushaltungen leben keine Senioren.
Einwohnerentwicklung
 Quelle: Historisches Ortslexikon
- 1585: 40 Haushaltungen
- 1629: 34 Haushaltungen
- 1742: 47 Haushaltungen
- 1791: 258 Einwohner[16]
- 1800: 311 Einwohner[17]
- 1806: 352 Einwohner, 52 Häuser[13]
- 1829: 348 Einwohner, 54 Häuser[18]

| Basdorf: Einwohnerzahlen von 1791 bis 2021 | Basdorf: Einwohnerzahlen von 1791 bis 2021 | Basdorf: Einwohnerzahlen von 1791 bis 2021 | Basdorf: Einwohnerzahlen von 1791 bis 2021 | Basdorf: Einwohnerzahlen von 1791 bis 2021 |
| --- | ------------------------------------------ | ------------------------------------------ | ------------------------------------------ | ------------------------------------------ |
| Jahr |                                            |                                            |                                            | Einwohner                                  |
| 1791 | 1791                                       |                                            | 258                                        | 258                                        |
| 1800 | 1800                                       |                                            | 311                                        | 311                                        |
| 1806 | 1806                                       |                                            | 352                                        | 352                                        |
| 1829 | 1829                                       |                                            | 348                                        | 348                                        |
| 1834 | 1834                                       |                                            | 342                                        | 342                                        |
| 1840 | 1840                                       |                                            | 330                                        | 330                                        |
| 1846 | 1846                                       |                                            | 370                                        | 370                                        |
| 1852 | 1852                                       |                                            | 367                                        | 367                                        |
| 1858 | 1858                                       |                                            | 367                                        | 367                                        |
| 1864 | 1864                                       |                                            | 376                                        | 376                                        |
| 1871 | 1871                                       |                                            | 325                                        | 325                                        |
| 1875 | 1875                                       |                                            | 312                                        | 312                                        |
| 1885 | 1885                                       |                                            | 323                                        | 323                                        |
| 1895 | 1895                                       |                                            | 341                                        | 341                                        |
| 1905 | 1905                                       |                                            | 308                                        | 308                                        |
| 1910 | 1910                                       |                                            | 302                                        | 302                                        |
| 1925 | 1925                                       |                                            | 298                                        | 298                                        |
| 1939 | 1939                                       |                                            | 288                                        | 288                                        |
| 1946 | 1946                                       |                                            | 460                                        | 460                                        |
| 1950 | 1950                                       |                                            | 476                                        | 476                                        |
| 1956 | 1956                                       |                                            | 388                                        | 388                                        |
| 1961 | 1961                                       |                                            | 347                                        | 347                                        |
| 1967 | 1967                                       |                                            | 322                                        | 322                                        |
| 1980 | 1980                                       |                                            | ?                                          | ?                                          |
| 1990 | 1990                                       |                                            | ?                                          | ?                                          |
| 2000 | 2000                                       |                                            | ?                                          | ?                                          |
| 2011 | 2011                                       |                                            | 381                                        | 381                                        |
| 2014 | 2014                                       |                                            | 384                                        | 384                                        |
| 2021 | 2021                                       |                                            | 390                                        | 390                                        |
| Datenquelle: Historisches Gemeindeverzeichnis für Hessen: Die Bevölkerung der Gemeinden 1834 bis 1967. Wiesbaden: Hessisches Statistisches Landesamt, 1968. Weitere Quellen: Gemeinde Vöhl ;Zensus 2011 |                                            |                                            |                                            |                                            |

 Historische Religionszugehörigkeit
- Im Jahr 1885 waren von den 323 Einwohnern 313 evangelisch (was 96,9 % entspricht) und 10 Einwohner bekannten sich zum jüdischen Glauben (3,1 %).
- 1961 wurden 318 evangelische (91,6 %) und 28 katholische (8,1 %) Christen gezählt.[3]

## Sehenswürdigkeiten im Ort und der Umgebung

### Bauwerke
- Kirche Basdorf, Kirche in der Dorfmitte
- Fachwerkhäuser im historischen Ortskern

Siehe: Liste der Kulturdenkmäler in Vöhl

### Naturdenkmäler
- „Basdorfer Gerichtslinde“ mit Denkmal, historisch wertvolle Gerichtslinde von 1527 in der Dorfsmitte neben der Kirche[19]

Siehe: Liste der Naturdenkmäler in Vöhl

### Naturräume und Ausflugsziele
- „Basdorfer Hutewald“, nach traditionellem Vorbild wiederbewirtschafteder Hutewald, südwestlich des Orts[20]
- „Maislabyrinth am Edersee“, Maislabyrinth zwischen Basdorf und Vöhl
- Hünselburg, Burgstall südlich des Orts im Kellerwald
- Schloss Waldeck, nahegelegene, schlossartig ausgebaute Burganlage aus dem 12. Jahrhundert
- Edersee, Stausee an der Eder
- Kellerwald, angrenzender, waldreicher Mittelgebirgsrücken
- Naturpark Kellerwald-Edersee
- Nationalpark Kellerwald-Edersee

## Regelmäßige Veranstaltungen
- Sommernachtsball (Fest in der Ortsmitte das jährlich Hunderte Besucher anlockt)
- Lebendige Weihnacht (Krippenspiel mit Personen und Tieren oberhalb des Dorfs mit zeitkritischen Geschichten und kleinem Weihnachtsmarkt)
- Glühweintrinken (jährliche Veranstaltung der Basdorfer Landjugend)
- Osterfeuer am Karsamstag (eines der größten in Deutschland)
- Theaterabend